# Orléans
Orléans là tỉnh lỵ của tỉnh Loiret, thuộc vùng hành chính Centre-Val de Loire của nước Pháp, có dân số là 113.126 người (thời điểm 1999).

## Khí hậu
| Dữ liệu khí hậu của Orleans (1981–2010)   | Dữ liệu khí hậu của Orleans (1981–2010) | Dữ liệu khí hậu của Orleans (1981–2010) | Dữ liệu khí hậu của Orleans (1981–2010) | Dữ liệu khí hậu của Orleans (1981–2010) | Dữ liệu khí hậu của Orleans (1981–2010) | Dữ liệu khí hậu của Orleans (1981–2010) | Dữ liệu khí hậu của Orleans (1981–2010) | Dữ liệu khí hậu của Orleans (1981–2010) | Dữ liệu khí hậu của Orleans (1981–2010) | Dữ liệu khí hậu của Orleans (1981–2010) | Dữ liệu khí hậu của Orleans (1981–2010) | Dữ liệu khí hậu của Orleans (1981–2010) | Dữ liệu khí hậu của Orleans (1981–2010) |
| Tháng                                     | 1                                       | 2                                       | 3                                       | 4                                       | 5                                       | 6                                       | 7                                       | 8                                       | 9                                       | 10                                      | 11                                      | 12                                      | Năm                                     |
| ----------------------------------------- | --------------------------------------- | --------------------------------------- | --------------------------------------- | --------------------------------------- | --------------------------------------- | --------------------------------------- | --------------------------------------- | --------------------------------------- | --------------------------------------- | --------------------------------------- | --------------------------------------- | --------------------------------------- | --------------------------------------- |
| Cao kỉ lục °C (°F)                        | 16.6 (61.9)                             | 21.4 (70.5)                             | 26.5 (79.7)                             | 29.8 (85.6)                             | 32.7 (90.9)                             | 36.9 (98.4)                             | 40.3 (104.5)                            | 39.9 (103.8)                            | 33.8 (92.8)                             | 30.1 (86.2)                             | 21.8 (71.2)                             | 18.6 (65.5)                             | 40.3 (104.5)                            |
| Trung bình ngày tối đa °C (°F)            | 6.7 (44.1)                              | 7.9 (46.2)                              | 12.1 (53.8)                             | 15.2 (59.4)                             | 19.1 (66.4)                             | 22.6 (72.7)                             | 25.4 (77.7)                             | 25.2 (77.4)                             | 21.3 (70.3)                             | 16.4 (61.5)                             | 10.4 (50.7)                             | 7.0 (44.6)                              | 15.8 (60.4)                             |
| Tối thiểu trung bình ngày °C (°F)         | 1.1 (34.0)                              | 0.9 (33.6)                              | 3.0 (37.4)                              | 4.8 (40.6)                              | 8.6 (47.5)                              | 11.5 (52.7)                             | 13.3 (55.9)                             | 13.2 (55.8)                             | 10.5 (50.9)                             | 7.9 (46.2)                              | 4.0 (39.2)                              | 1.7 (35.1)                              | 6.7 (44.1)                              |
| Thấp kỉ lục °C (°F)                       | −19.8 (−3.6)                            | −16.4 (2.5)                             | −12.9 (8.8)                             | −4.5 (23.9)                             | −3.0 (26.6)                             | 0.8 (33.4)                              | 3.7 (38.7)                              | 4.2 (39.6)                              | −0.8 (30.6)                             | −4.5 (23.9)                             | −15.3 (4.5)                             | −16.5 (2.3)                             | −19.8 (−3.6)                            |
| Lượng Giáng thủy trung bình mm (inches)   | 52.3 (2.06)                             | 44.4 (1.75)                             | 46.4 (1.83)                             | 49.4 (1.94)                             | 64.2 (2.53)                             | 44.8 (1.76)                             | 59.9 (2.36)                             | 50.0 (1.97)                             | 50.5 (1.99)                             | 64.4 (2.54)                             | 58.0 (2.28)                             | 58.2 (2.29)                             | 642.5 (25.30)                           |
| Số ngày giáng thủy trung bình             | 10.7                                    | 9.4                                     | 9.8                                     | 9.7                                     | 10.6                                    | 7.6                                     | 7.5                                     | 6.9                                     | 8.2                                     | 10.5                                    | 10.5                                    | 10.7                                    | 112.0                                   |
| Độ ẩm tương đối trung bình (%)            | 89                                      | 85                                      | 79                                      | 74                                      | 76                                      | 74                                      | 72                                      | 72                                      | 77                                      | 84                                      | 89                                      | 90                                      | 80.1                                    |
| Số giờ nắng trung bình tháng              | 66.4                                    | 87.3                                    | 140.5                                   | 176.2                                   | 207.0                                   | 216.6                                   | 221.3                                   | 224.6                                   | 179.2                                   | 121.1                                   | 70.6                                    | 56.6                                    | 1.767,3                                 |
| Nguồn 1: Météo France                     |                                         |                                         |                                         |                                         |                                         |                                         |                                         |                                         |                                         |                                         |                                         |                                         |                                         |
| Nguồn 2: Infoclimat.fr (độ ẩm, 1961–1990) |                                         |                                         |                                         |                                         |                                         |                                         |                                         |                                         |                                         |                                         |                                         |                                         |                                         |

## Các thành phố kết nghĩa
- Münster (Westfalen), Đức
- Kraków, Ba Lan

## Những người con của thành phố
- Alfred Cornu, nhà vật lý học
- Eucherius của Orléans, giám mục của Orléans
- Charles Péguy, nhà văn
- Jeanne Berta Semmig, nữ nhà văn
- Marie Touchet, người yêu của vua Charles IX của Pháp